# Liberté de culte au Bénin
La Constitution prévoit la liberté de religion, et le gouvernement  respecte ce droit dans la pratique en général. Il n'est fait état d'aucun abus sociétal ni d'aucune discrimination fondée sur la croyance ou la pratique religieuse, et les principaux dirigeants de la société prennent des mesures positives pour promouvoir la liberté de religion.

## Démographie religieuse
Selon le recensement de 2002, 27,1% de la population est catholique romaine, 24,4% musulmane, 17,3% vodoun, 5% chrétienne céleste, 3,2% méthodiste, 7,5% autre chrétienne, 6% autres groupes religieux traditionnels locaux, 1,9% autres groupes religieux, et 6,5% ne revendiquent aucune appartenance religieuse. Les groupes missionnaires étrangers opèrent librement dans le pays.

## Statut de la liberté religieuse

### Cadre juridique et politique
La Constitution prévoit la liberté de religion. Le gouvernement, à tous les niveaux, cherche à protéger pleinement ce droit et ne tolère pas  son abus, que ce soit par des acteurs gouvernementaux ou privés. Il n'existe pas de religion parrainée par l'État.
La Cour constitutionnelle détermine les directives légales qui régissent la pratique religieuse. Ces dernières années, elle tranche qu'il est illégal de bloquer l'accès d'un groupe à ses services religieux et que la critique de la croyance religieuse est un droit de libre expression protégé.
Le ministère de la défense est autorisé à intervenir dans les conflits entre groupes religieux en tant que force de maintien de la paix pour assurer l'ordre public et la paix sociale, à condition que l'intervention respecte le principe de neutralité de l'État dans la gestion des affaires religieuses.
Les personnes qui souhaitent former un groupe religieux doivent s'inscrire auprès du ministère de l'Intérieur. Les exigences en matière d'enregistrement sont les mêmes pour tous les groupes religieux, et il n'est pas signalé qu'un groupe s'est vu refuser la permission de s'enregistrer ou qu'il est soumis à des retards ou des obstacles inhabituels dans le processus d'enregistrement. Les groupes religieux sont exonérés d'impôts.
Les représentants du gouvernement accordent du respect aux dirigeants éminents de tous les groupes religieux en assistant à leurs cérémonies d'intronisation, à leurs funérailles et à d'autres célébrations religieuses. Le Président reçoit régulièrement les dirigeants de tous les groupes religieux et les forces de police sont chargées d'assurer la sécurité de tout événement religieux sur demande.
Conformément à l'article 2 de la Constitution, qui prévoit un État laïque, les écoles publiques ne sont pas autorisées à dispenser une instruction religieuse. Les groupes religieux sont autorisés à créer des écoles privées.
Les jours fériés nationaux comprennent les jours saints chrétiens du lundi de Pâques, de l'Ascension, du lundi de Pentecôte, de l'Assomption, de la Toussaint et de Noël; les jours saints islamiques du Ramadan, de la Tabaski et de la naissance du prophète Mahomet; et la fête indigène des religions traditionnelles. La télévision d'État couvre  la célébration des fêtes religieuses et les événements spéciaux de la vie des principaux chefs religieux, y compris les anniversaires d'ordination et les funérailles,.
Peu après son investiture, le président reçoit des dirigeants et des représentants de groupes religieux chrétiens, musulmans et indigènes traditionnels, respectivement.
La journée œcuménique est célébrée chaque premier mercredi du mois de mai et comprend traditionnellement une grande fête de la coopération interreligieuse dans la ville historique de Ouidah. Les différents chefs religieux s'efforcent de combler le fossé entre chrétiens et musulmans et de prêcher un message de tolérance.

### Restrictions à la liberté religieuse
La politique et la pratique du gouvernement contribuent à la libre pratique de la religion en général. Aucun rapport ne fait état de prisonniers ou de détenus religieux dans le pays. Aucun rapport ne fait état de conversion religieuse forcée.

## Abus sociétaux et discrimination
Il n'est pas fait état d'abus sociétaux ou de discriminations fondés sur la croyance ou la pratique religieuse. En raison de la diversité des affiliations religieuses au sein des familles et des communautés, la tolérance religieuse est répandue à tous les niveaux de la société et dans toutes les régions. Le dialogue interconfessionnel est régulier et les citoyens respectent les différentes traditions et pratiques religieuses, y compris les croyances syncrétistes. De nombreux adeptes du vodoun sont également chrétiens ou musulmans et tolérants envers les autres groupes religieux.